# 5-hidroximetilcitosina
La 5-hidroximetilcitosina (abreujada com a 5hmC) és una base nitrogenada d'ADN pirimidínica derivada de la citosina. És potencialment important en epigenètica, perquè el grup hidroximetil de la citosina possiblement pot activar i desactivar un gen. Es va veure per primera vegada en bacteriòfags l'any 1952. Tanmateix, el 2009 es va trobar que era abundant en cervells humans i de ratolí, així com en cèl·lules mare embrionàries. En mamífers, es pot generar per oxidació de la 5-metilcitosina, una reacció mediada per enzims TET.